# Cosumar
 Cosumar S.A. (Compagnie Sucrerie Marocaine et de Raffinage) ist ein marokkanisches Unternehmen mit Sitz in Casablanca. Es ist tätig in der Herstellung, Raffination und dem Verkauf von Zucker. Cosumar produziert Zucker aus Zuckerrohr und Zuckerrüben, die in marokkanischen Regionen angebaut werden und raffiniert importierten Rohzucker. Es werden Zuckerhüte, Blöcke, Würfelzucker und Kristallzucker hergestellt. Die Produkte werden unter den Marken Enmer, Kasbah, la Gazelle und el Bellar vertrieben. Daneben werden auch Pellets und Melasse produziert. Die Produkte werden über ein Netz von 12 Verkaufsstellen in Marokko vertrieben.
Der Konzern profitiert von Subventionen des marokkanischen Staates, um ein niedriges Niveau der Zuckerpreise zu halten.
Die Aktien sind an der Bourse de Casablanca notiert und sowohl Teil des Moroccan All Shares Index (MASI) als auch des MASI 20, dem Index der 20 meist gehandelten Unternehmen.
Die Hauptaktionäre von Cosumar sind Wilmar International (ca. 29 %), CIMR (15,2 %) und Wafa Assurance (7,10 %).

## Geschichte
1929 beginnt die Geschichte von Cosumar mit der Eröffnung der Raffinerie von Casablanca durch La Société Nouvelle des Raffineries de Sucre de SAINT LOUIS de MARSEILLE. Sie produziert 100 Tonnen Zucker pro Tag. 1967 erwirbt der marokkanische Staat 50 % des Grundkapitals. 1985 erfolgt der Börsengang, die ONA-Gruppe übernimmt ab diesem Zeitpunkt die Kontrolle über das Kapital von Cosumar. 1993 erwirbt das Unternehmen die Zuckerfabriken der Gruppe Doukkala (Zemamra und Sidi Bennour) vollständig, an denen es bereits einen bedeutenden Anteil hielt. 2005 werden die 4 börsennotierten Zuckerunternehmen Sua , Surac, Sunabe und Site du Zaio übernommen. 2009 wird die Kapazität der Zuckerfabrik Sidi Bennour auf 15.000 t Rote Bete/Tag erweitert. 2013 tritt die singapurische Gruppe Wilmar International mit 27,5 % des Aktienkapitals bei Cosumar ein. 2014 beteiligen sich institutionelle Investoren am Kapital von Cosumar: Axa, CNIA Saada, RMA Watanya, SCR, Wafa Assurance, MAMDA, MCMA, CDG, CMR, RCAR, Wafa Gestion, CFG Bank.